# Bard-lès-Pesmes
Bard-lès-Pesmes é uma comuna francesa na região administrativa de Borgonha-Franco-Condado, no departamento de Alto Sona. Estende-se por uma área de 5,21 km². Em 2010 a comuna tinha 145 habitantes (densidade: 27,8 hab./km²).